# Contectopalatus atavus
Il contectopalato (Contectopalatus atavus) è un rettile marino estinto, appartenente agli ittiosauri. Visse nel Triassico medio (circa 230 milioni di anni fa) e i suoi resti sono stati ritrovati in Germania.

## Descrizione
Con una lunghezza di oltre quattro metri, questo animale era di dimensioni più che doppie rispetto a quelle dei suoi stretti parenti, i mixosauridi. L'aspetto del contectopalato era molto simile a quello degli altri ittiosauri primitivi: corpo relativamente snello, cranio allungato, zampe trasformate in pinne. Il cranio, però, era molto diverso da quello degli altri mixosauridi: era infatti presente un'alta cresta sagittale sulla sommità, forse utilizzata come zona di inserzione per potenti muscoli della bocca.

## Classificazione

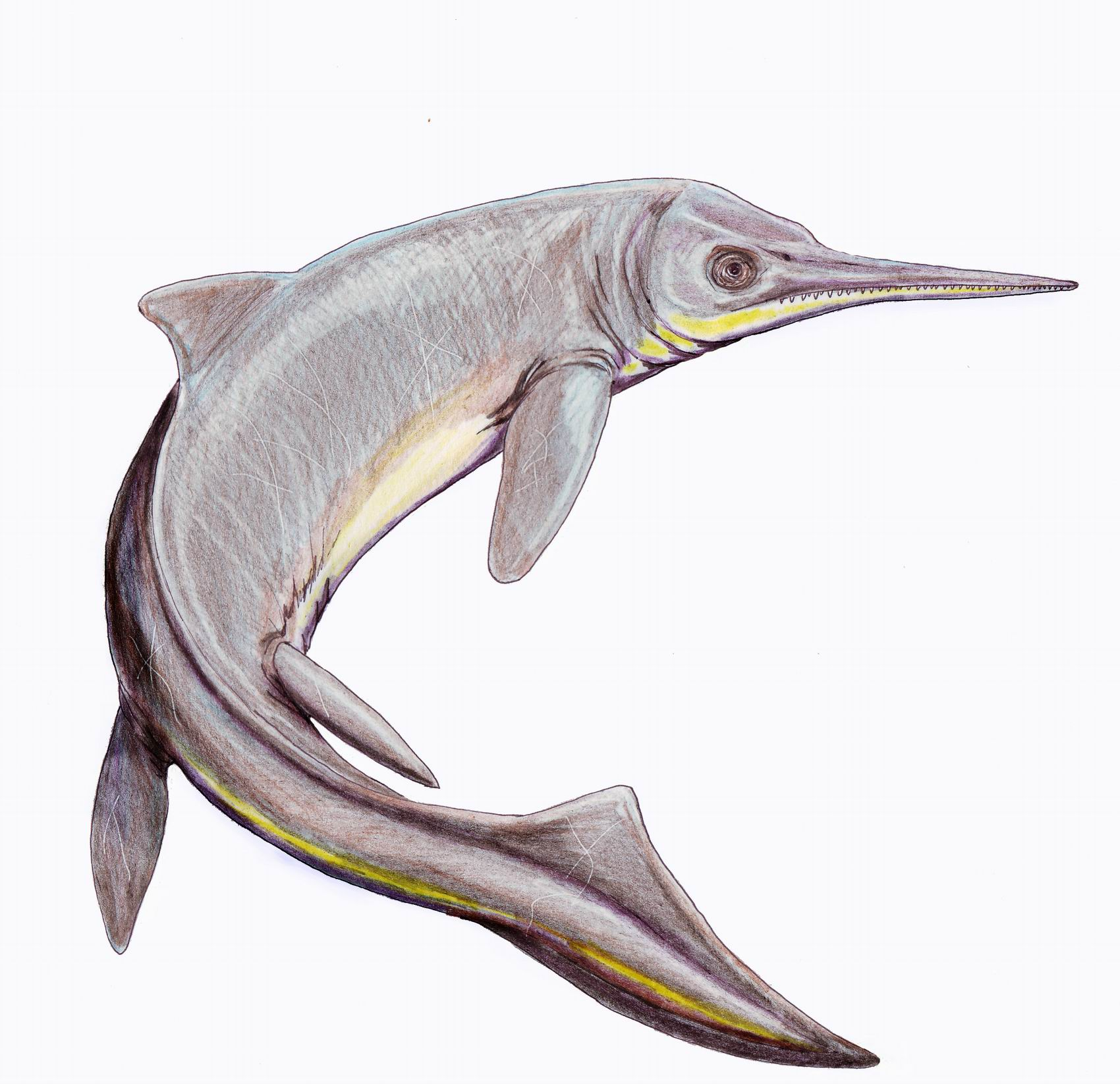
Ricostruzione di Contectopalatus atavus

Il genere Contectopalatus è stato descritto nel 1998 da Maisch e Matzke, ed è stato riconosciuto immediatamente come un appartenente alla primitiva famiglia dei mixosauridi. Si è sempre pensato che questa famiglia occupasse una posizione basale all'interno del gruppo degli ittiosauri, ma Contectopalatus dimostra di essere un animale specializzato, dalle caratteristiche troppo evolute per poter essere un antenato dei successivi ittiosauri.

## Stile di vita
Il contectopalato era senza dubbio un predatore, che si cibava di pesci e altri animali marini. La forma del cranio suggerisce che questo animale possedesse potenti muscoli adduttori, che percorrevano l'intero cranio fino alla zona delle narici esterne. Questi muscoli avrebbero permesso di aumentare notevolmente la forza del morso: gli studiosi, quindi, suppongono che il contectopalato si cibasse di prede dal guscio particolarmente duro, come le ammoniti. È possibile, inoltre, che questo rettile predasse anche ittiosauri più piccoli.